# 波扎洛
波扎洛（義大利語：Pozzallo），是意大利拉古萨省的一个市镇。总面积14.94平方公里，人口19116人，人口密度1279.5人/平方公里（2009年）。ISTAT代码为088008。